# St. Clairsville (Pensilvânia)
St. Clairsville é um distrito localizado no estado americano de Pensilvânia, no Condado de Bedford.

## Demografia
Segundo o censo americano de 2000, a sua população era de 86 habitantes.

## Geografia
De acordo com o United States Census Bureau tem uma área de
0,1 km², dos quais 0,1 km² cobertos por terra e 0,0 km² cobertos por água.

## Localidades na vizinhança
O diagrama seguinte representa as localidades num raio de 16 km ao redor de St. Clairsville.